# Mieszana choroba tkanki łącznej
Mieszana choroba tkanki łącznej (syn. zespół Sharpa, mieszana kolagenoza, łac. morbus mixtus textus connectivi, ang. mixed connective tissue disease, MCTD) – choroba układowa tkanki łącznej z grupy tzw. kolagenoz, zespół nakładania się objawów tocznia rumieniowatego układowego, twardziny układowej, zapalenia wielomięśniowego lub zapalenia skórno-mięśniowego oraz reumatoidalnego zapalenia stawów z jednoczesnym występowaniem w wysokim mianie przeciwciał przeciw rybonukleoproteinie U1 (anty-U1 RNP).

## Historia
Jednostka chorobowa została wyodrębniona przez Sharpa i wspólników w 1972 i opisana w „The American Journal of Medicine” i określana początkowo jako zespół Sharpa. W 1984 Sullivan i wspólnicy jako pierwsi zaprezentowali pogląd, że przebieg mieszanej choroby tkanki łącznej może ulegać u niektórych pacjentów gwałtownemu pogorszeniu.

## Epidemiologia
Zachorowalność wynosi około 1/milion osób u dzieci do 15 roku życia, u dorosłych jest nieznana. Najczęściej choroba występuje w wieku około 10. i między 20. a 40. rokiem życia. Zapadalność wśród kobiet jest około 4 razy większa niż wśród mężczyzn.

## Objawy
Najczęstszym objawem choroby, występującym u 75-100% pacjentów jest objaw Raynauda. Ponadto u większości chorych obserwuje się obrzęk rąk i palców (palce kiełbaskowate). W około 60% przypadków obserwuje się zapalenie stawów, niekiedy z obecnością nadżerek (najczęściej występuje tzw. artropatia Jaccouda). Chorzy odczuwają ból stawów, niekiedy również ich sztywność poranną. W 50-70% stwierdzić można zapalenie mięśni z gorączką i objawami grypopodobnymi. Zapalenie mięśni przypomina to, jakie spotyka się w zapaleniu skórnomięśniowym lub wielomięśniowym. Obserwuje się ból mięśni, ich osłabienie, czasem zanik mięśni. U pacjentów występują zmiany skórne takie jak w toczniu rumieniowatym układowym, twardzinie układowej bądź zapaleniu skórnomięśniowym. W zakresie przewodu pokarmowego obserwuje się zmiany typowe dla twardziny układowej, szczególnie zaburzenia perystaltyki przełyku. Chorzy w ponad 20% przypadków mają zapalenie opłucnej, rzadziej w obrębie układu oddechowego stwierdza się włóknienie płuc i nadciśnienie płucne. U 20% chorych zajęciu ulegają nerki, obserwuje się zespół nerczycowy spowodowany błoniastym kłębuszkowym zapaleniem nerek. Mieszana choroba tkanki łącznej może powodować także zaburzenia ze strony układu nerwowego, najczęściej uszkodzenie nerwu trójdzielnego. Połowa pacjentów ma ponadto objawy zespołu Sjögrena.

## Wyniki badań dodatkowych
W badaniach laboratoryjnych stwierdza się wzrost OB i CRP, niedokrwistość, małopłytkowość, leukopenię zwykle z limfopenią, wzrost poziomu gammaglobulin poliklonalnych. U około połowy pacjentów stwierdza się obecność czynnika reumatoidalnego, zwłaszcza u chorych z zajęciem stawów. W około 60% przypadków występuje dodatni odczyn antyglobulinowy Coombsa, ale zwykle nie obserwuje się niedokrwistości hemolitycznej. W surowicy krwi stwierdza się prawie w 100% przypadków przeciwciała anty-U1 RNP należące do grupy przeciwciał przeciwjądrowych, przeciwciała antyfosfolipidowe, a także przejściowo i w małym mianie przeciwciała anty-Sm i anty-dsDNA. Obecność przeciwciał antykardiolipinowych wiąże się zwykle ze złym rokowaniem u chorych z nadciśnieniem płucnym pojawiającym się w przebiegu mieszanej choroby tkanki łącznej. Wśród pacjentów z mieszaną choroba tkanki łącznej obserwuje się ponadto zwiększoną częstość występowania allelu HLA-DR4 głównego układu zgodności tkankowej w porównaniu z populacją ogólną.
Histologicznie w bioptacie pobranym ze skóry stwierdza się przeciwciała IgG ułożone wokół jąder komórkowych keratynocytów.
W badaniach rentgenowskich klatki piersiowej i w tomografii komputerowej uwidaczniają się zmiany płucne, na przykład cechy włóknienia płuc. W trakcie choroby warto też wykonywać inne badania, na przykład echokardiografię w celu oceny czynności serca lub badania czynnościowe układu oddechowego – spirometrię, pletyzmografię, ocenę wskaźnika DLCO (wskaźnika dyfuzji tlenku węgla w płucach).

## Kryteria rozpoznania
Najczęściej stosowane kryteria diagnostyczne pozwalające na rozpoznanie mieszanej choroby tkanki łącznej to kryteria Alarcón-Segovii i Villareala oraz kryteria Kasukawy i współautorów.

### Kryteria Alarcón-Segovii i Villareala[4]
1. serologiczne
a) przeciwciała anty-U1 RNP w mianie ≥1:1600
2. kliniczne
a) obrzęk rąk,
b) zapalenie stawów,
c) zapalenie mięśni,
d) objaw Raynauda,
e) sklerodaktylia.

MCTD na podstawie powyższych kryteriów rozpoznaje się, gdy spełnione jest kryterium serologiczne i przynajmniej 3 kryteria kliniczne, przy czym współistnienie obrzęku rąk, objawu Raynauda i sklerodaktylii wymaga też spełnienia kryterium 2b lub 2c.

### Kryteria Kasukawy i współautorów[4]
I. objawy wspólne
1. objaw Raynauda
2. obrzęk palców lub rąk

II. obecność przeciwciał anty-U1 RNP

III. objawy "mieszane"
A. objawy podobne do tocznia rumieniowatego układowego
1. zapalenie wielostawowe
2. powiększenie węzłów chłonnych
3. rumień twarzy
4. zapalenie opłucnej albo osierdzia
5. leukopenia lub trombocytopenia

B. objawy podobne do twardziny układowej
1. sklerodaktylia
2. włóknienie płuc, zmiany restrykcyjne albo obniżony wskaźnik DLCO
3. poszerzenie przełyku lub osłabienie jego perystaltyki

C. objawy podobne do zapalenia wielomięśniowego
1. osłabienie mięśni
2. wzrost aktywności kinazy kreatyninowej w surowicy krwi
3. cechy miogennego uszkodzenia mięśni w EMG

MCTD na podstawie kryteriów Kasukawy i współautorów rozpoznaje się, gdy spełnione jest kryterium serologiczne, co najmniej jeden objaw wspólny i przynajmniej jeden z każdej grupy (A, B lub C) objawów "mieszanych".

## Przebieg choroby i rokowanie
Mieszana choroba tkanki łącznej jest schorzeniem przewlekłym, z naprzemiennie występującymi okresami zaostrzenia i remisji. Zwykle, zwłaszcza na początku choroby, obserwuje się osłabienie, obrzęk rąk, objaw Raynauda, bóle mięśniowo-stawowe. Niekiedy przebieg jest ostry, stwierdza się wtedy gorączkę, zapalenie mięśni i stawów, zapalenie opłucnej i osierdzia, zapalenie opon mózgowo-rdzeniowych, martwicę palców. U niektórych pacjentów choroba ulega przekształceniu w twardzinę układową bądź toczeń rumieniowaty układowy. Rokowanie jest trudne do ustalenia ze względu na różny przebieg choroby. Około 90% pacjentów przeżywa 5 lat a 82% chorych 10 lat, o ile nie przeważają jednocześnie objawy tocznia rumieniowatego układowego i zapalenia wielomięśniowego (wówczas 10 lat przeżywa około 30% chorych). Główną przyczyną zgonu jest nadciśnienie płucne.

## Leczenie
W przypadku łagodnego przebiegu choroby stosuje się niesteroidowe leki przeciwzapalne lub kortykosteroidy. W przypadku zaostrzeń podaje się leki immunosupresyjne w zależności od typu dominujących objawów (stosuje się terapię taką, jak w chorobach wchodzących w skład MCTD). Przy dominujących objawach stawowych stosuje się chlorochinę lub hydroksychlorochinę, sulfasalazynę i metotreksat. W przypadku występowania objawu Raynauda powinno stosować się leki rozszerzające naczynia, np. pentoksyfilinę.